# Santo Tomás (Dávao del Norte)
Santo Tomás  es un municipio filipino de primera categoría, situado en la parte sudeste de la isla de Mindanao. Forma parte de  la provincia de Dávao del Norte situada en la región administrativa de Dávao. Para las elecciones está encuadrado en el Segundo Distrito Electoral.

## Barrios
El municipio  de Santo Tomás se divide, a los efectos administrativos, en 19 barangayes o barrios, conforme a la siguiente relación:
| - Balagunán - Bobongón - Esperanza - Kimamón - Kinamayán | - La Libertad - Lungaog - Magwawa - Nueva Katipunán - Pantarón | - Tibal-og (Població) - San José - San Miguel - Talomo - Casig-Ang | - Nuevas Visayas - Salvación - San Vicente - Tulalián |

## Historia

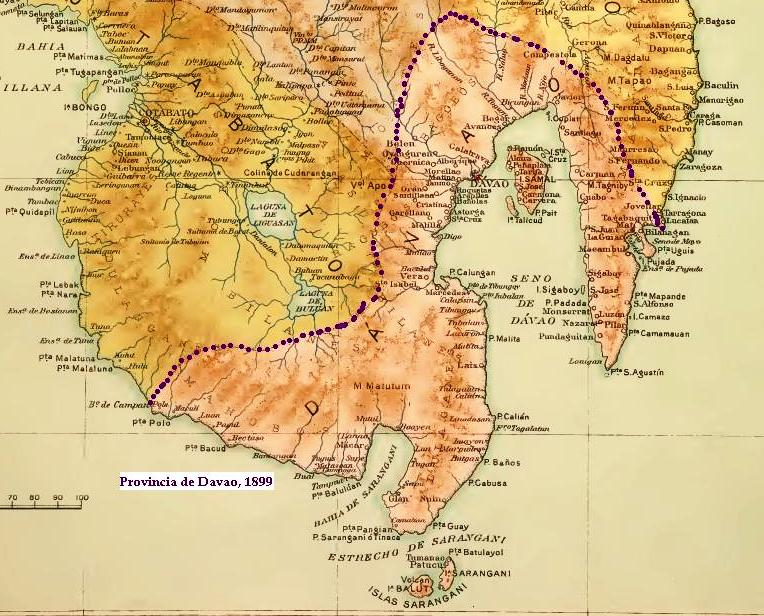
El Distrito 4º de Dávao en 1899.

El actual territorio de la provincia de Dávao Oriental  fue parte de la provincia de Caraga durante la mayor parte del Imperio español en Asia y Oceanía (1520-1898).
A principios del siglo XX la isla de Mindanao se hallaba dividida en siete distritos o provincias.
El Distrito 4º de Dávao, llamado hasta 1858  provincia de Nueva Guipúzcoa, tenía por capital el pueblo de Dávao e incluía la  Comandancia de Mati.
Formaba parte de la provincia de Dávao.